# Hur skall jag prisa dig, min Gud
Hur skall jag prisa dig, min Gud är en psalm med text skriven 1742 av Charles Wesley och musik skriven 1812 av William Gardiner. Texten översattes till svenska 1979 av Arne Widegård.

## Publicerad i
- Psalmer och Sånger 1987 som nr 334 under rubriken "Lovsång och tillbedjan".[2]
- Segertoner 1988 som nr 330 under rubriken "Lovsång och tillbedjan".[1]